# Москаленко, Евгения Борисовна
Евге́ния Бори́совна Москале́нко (род. 30 ноября 1967, Йошкар-Ола, Марийская АССР, РСФСР, СССР) ― российская актриса театра. Ведущая актриса Академического русского театра драмы им. Г. Константинова Республики Марий Эл (с 1990 года). Народная артистка Республики Марий Эл (2021), заслуженная артистка Республики Марий Эл (2013).

## Биография
Родилась 30 ноября 1967 года в Йошкар-Оле Марийской АССР.
В 1990 году окончила Ленинградский государственный институт театра, музыки и кинематографии (ЛГИТМиК). По его окончании стала актрисой Академического русского театра драмы им. Г. Константинова, где работает и по сей день.
В 2013 году ей присвоено почётное звание «Заслуженная артистка Республики Марий Эл», а в 2021 году — звание «Народная артистка Республики Марий Эл».
В 2009 году награждена Почётной грамотой Правительства Республики Марий Эл. В 2016 году стада дипломантом фестиваля «Йошкар-Ола театральная» в номинации «Лучшая женская роль в драматическом спектакле».
Мать – заслуженная артистка России, народная артистка Марийской АССР Н. В. Шведова.

## Репертуар
Список основных ролей Е. Б. Москаленко:
- Б. Рацер, В. Константинов «Гусар из КГБ» Джейн
- Д. Иванов, В. Трифонов «Сокровища капитана Флинта» Белинда
- О. Ернев «Когда спящий проснётся» Ольга
- М. Бартенев «Лиловый крест и чаша золотая» Фиорентина
- К. Хиггинс «Гарольд и Мод» Флер Д`Ранж
- Ж. Летраз «Крошка» Лу-лу
- Т. Габбе «Солдат и змея» Людовина
- Л. де Вега «Дурочка» Нисса
- Т. де Молина «Ревнивая к себе самой» Донья Анхела
- Н. Эрдман «Самоубийца» Мадам Иванова
- Р. Тома «Восемь любящих женщин» Огюстина
- А. Касона «Деревья умирают стоя» Элен
- Н. Гоголь «К нам едет … Ревизор» Жена прокурора
- Д. Патрик «Ах, как бы нам пришить старушку!» Глория
- Э. Олби «Всё в саду» Цинция
- Р. Куни «Номер 13» Памела, жена Ричарда
- Н. Гоголь «Игроки» Цыганка
- М. Борисов «Дуэль для любящих сердец» Миссис Кэссиди
- Л. де Вега «Изобретательная влюблённая» Герарда
- Е. Шварц «Снежная Королева» Снежная Королева, Ворона
- Ж.-Б. Мольер «Тартюф» Эльмира
- Л. Устинов, О. Табаков «Белоснежка и семь гномов» Королева
- Д. Салимзянов «Весёлый Роджер» Боцманша
- Ж.-М. Шевре «SQUAT, или Парижская коммуна» Тереза да Сильва
- В. Гольдфельд «Иван да Марья» Ирина
- А. Островский «На всякого мудреца довольно простоты» Мамаева
- Б. Акунин «Чайка XXI века» Полина Андреевна
- М. Непряхин «Волшебная лампа» Кобра
- Р. Куни «Клинический случай» Розмари Мортимер
- Л. Каннингем «ДеВИШНИк» Марта
- М. Горький «На дне» Василиса Карповна
- В. Шукшин «Точка зрения» Мать жениха
- К. Людвиг «Примадонны» Флоренс
- А. Молчанов «Убийца» Мама
- М. Фрейн «Шум за сценой» Дотти
- А. Яблонская «Лодочник» Женщина с косой
- Ф. Дюрренматт «Визит дамы» Клара Цаханасьян
- А. Коровкин «Тётки» Генриетта Карловна
- А. Н. Островский «Аферисты» Аграфена Кондратьевна

## Признание
- Народная артистка Республики Марий Эл (2021)[1][3][4][5]
- Заслуженная артистка Республики Марий Эл (2013)[1]
- Почётная грамота Правительства Республики Марий Эл (2009)[1][8]
- Диплом фестиваля «Йошкар-Ола театральная» в номинации  «Лучшая женская роль в драматическом спектакле» (2016)[6]